# Hemileuca magnifica
Hemileuca magnifica är en fjärilsart som beskrevs av Bernard Rotger 1948. Hemileuca magnifica ingår i släktet Hemileuca och familjen påfågelsspinnare. Inga underarter finns listade i Catalogue of Life.